# Terrapin Hill
Der Terrapin Hill (englisch für Diamantschildkrötenhügel) ist ein abgerundeter und rötlich gefärbter Hügel im Norden der antarktischen James-Ross-Insel. Er ragt 545 m hoch im Süden der Halbinsel The Naze auf.
Das Gebiet wurde erstmals während der Schwedischen Antarktisexpedition (1901–1903) unter der Leitung des Polarforschers Otto Nordenskjöld erkundet. Der Falkland Islands Dependencies Survey nahm 1945 eine erste Kartierung vor und benannte den Hügel 1948 in Anlehnung an seine äußere Gestalt. Eine geologische Entsprechung dieses Hügels findet sich im Tortoise Hill im Südosten der Insel.